# Мадагаскарски качулат ибис
Мадагаскарските качулати ибиси (Lophotibis cristata) са вид птици от семейство Ибисови (Threskiornithidae), единствен представител на род Lophotibis.
Разпространени са в горите на Мадагаскар, до надморска височина от 2000 метра. Достигат на дължина 50 сантиметра, като главата им е черна, а тялото предимно кафяво с предимно бели крила. Хранят се с насекоми, паяци, жаби, влечуги и други безгръбначни.